# Ramzes X
Ramzes X Amonherchopszef III – faraon, władca starożytnego Egiptu z czasów XX dynastii, z okresu Nowego Państwa. Prawdopodobnie panował w latach 1107-1103 p.n.e. Prawdopodobnie był synem Ramzesa IX lub być może jego zięciem.
Był władcą, za czasów którego pogłębił się kryzys władzy, w wyniku którego państwo straciło równowagę, a władza królewska w Tebaidzie praktycznie przestała istnieć. Inicjatywę coraz  częściej przejmowali kapłani z Karnaku, gromadząc w swych rękach władzę i bogactwa materialne. W latach panowania Ramzesa X doszło do protestów robotników w Deir el-Medina, spowodowanych znacznymi opóźnieniami dostaw żywności. Po raz kolejny pojawiło się również zagrożenie ze strony koczowniczych plemion libijskich, a jedyną próbą przeciwstawienia się im było dążenie do wciągnięcia napastników jako najemnego wojska na żołdzie  egipskim. Kryzys gospodarczy pogłębiła długotrwała susza nękająca Górny Egipt i Dolną Nubię.
Ramzes X był ostatnim władcą, którego panowanie nad Nubią poświadczono w Aniba. Nubia była ostatnim, zewnętrznym terytorium, w którym Egipt posiadał jeszcze znaczne wpływy. Wpływy Egiptu na Bliskim Wschodzie już od dawna właściwie nie istniały lub były znacznie ograniczone.
Ramzes X pochowany został w Dolinie Królów w grobowcu KV18. Mumii władcy jak dotąd nie odnaleziono.

## Tytulatura
| G5 |

| G5 |

| E1 · D43 | C2 | U1 |

| E1 · D43 | C2 | U1 |

| E1 · D43 | C2 | U1 |

| E1 · D43 | C2 | U1 |

| G5 |

| G5 |

| E1 · D43 | C2 | U1 |

| E1 · D43 | C2 | U1 |

| E1 · D43 | C2 | U1 |

| E1 · D43 | C2 | U1 |

| M23 · X1 | L2 · X1 |

| M23 · X1 | L2 · X1 |

| N5 | L1 | C10 | N5 | U21 · N35 |

| N5 | L1 | C10 | N5 | U21 · N35 |

| N5 | L1 | C10 | N5 | U21 · N35 |

| N5 | L1 | C10 | N5 | U21 · N35 |

| M23 · X1 | L2 · X1 |

| M23 · X1 | L2 · X1 |

| N5 | L1 | C10 | N5 | U21 · N35 |

| N5 | L1 | C10 | N5 | U21 · N35 |

| N5 | L1 | C10 | N5 | U21 · N35 |

| N5 | L1 | C10 | N5 | U21 · N35 |

| G39 | N5 |

| G39 | N5 |

| C2 | F31 | C12 · U1 | O34 · O34 · N36 | M17 | Y5 · N35 · I9 |

| C2 | F31 | C12 · U1 | O34 · O34 · N36 | M17 | Y5 · N35 · I9 |

| C2 | F31 | C12 · U1 | O34 · O34 · N36 | M17 | Y5 · N35 · I9 |

| C2 | F31 | C12 · U1 | O34 · O34 · N36 | M17 | Y5 · N35 · I9 |

| G39 | N5 |

| G39 | N5 |

| C2 | F31 | C12 · U1 | O34 · O34 · N36 | M17 | Y5 · N35 · I9 |

| C2 | F31 | C12 · U1 | O34 · O34 · N36 | M17 | Y5 · N35 · I9 |

| C2 | F31 | C12 · U1 | O34 · O34 · N36 | M17 | Y5 · N35 · I9 |

| C2 | F31 | C12 · U1 | O34 · O34 · N36 | M17 | Y5 · N35 · I9 |